# Latrodectus geometricus
Latrodectus geometricus (Bruna änkan) är en spindelart som beskrevs av Carl Ludwig Koch 1841. Latrodectus geometricus ingår i släktet änkespindlar, och familjen klotspindlar. Inga underarter finns listade i Catalogue of Life.